# Réflexion (optique)
Pour les articles homonymes, voir Réflexion.
Pour un article plus général, voir Réflexion (physique).
La réflexion en optique désigne un des phénomènes qui intervient lors de l'incidence de la lumière sur un matériau. La part de la lumière qui n'est ni absorbée, ni transmise est dite réfléchie. C'est ce phénomène qui explique que l'on voie un objet éclairé par une source (par exemple le soleil ou une lampe) : la lumière émise par la source se réfléchit sur l'objet et vient vers notre œil.
Ce phénomène a été décrit dans le domaine de l'optique géométrique, de l'optique physique et de l'optique quantique. La réflexion de la lumière dépend largement des propriétés de la lumière, comme sa longueur d'onde ou son intensité, et des propriétés du milieu de propagation et du milieu sur lequel le faisceau arrive.
La réflexion optique est une réflexion physique décrite comme le changement de direction de propagation d'une onde lumineuse qui après réflexion reste dans le milieu de propagation initial.
Il existe deux types de réflexion de la lumière : spéculaire ou diffuse, suivant la nature du matériau et de l'interface. Les lois géométriques de la réflexion ne s'appliquent qu'à la réflexion spéculaire ; il faut faire appel à des modélisations plus complexes pour traiter la réflexion diffuse.
La plupart des situations présentent une association de réflexion diffuse et de réflexion spéculaire, la réflexion diffuse étant en général prépondérante. Il existe dans la nature quelques rares cas de réflexion uniquement spéculaire (essentiellement la réflexion sur une eau calme et limpide), mais la plupart des applications technologiques de l'optique cherchent à avoir de la réflexion spéculaire.

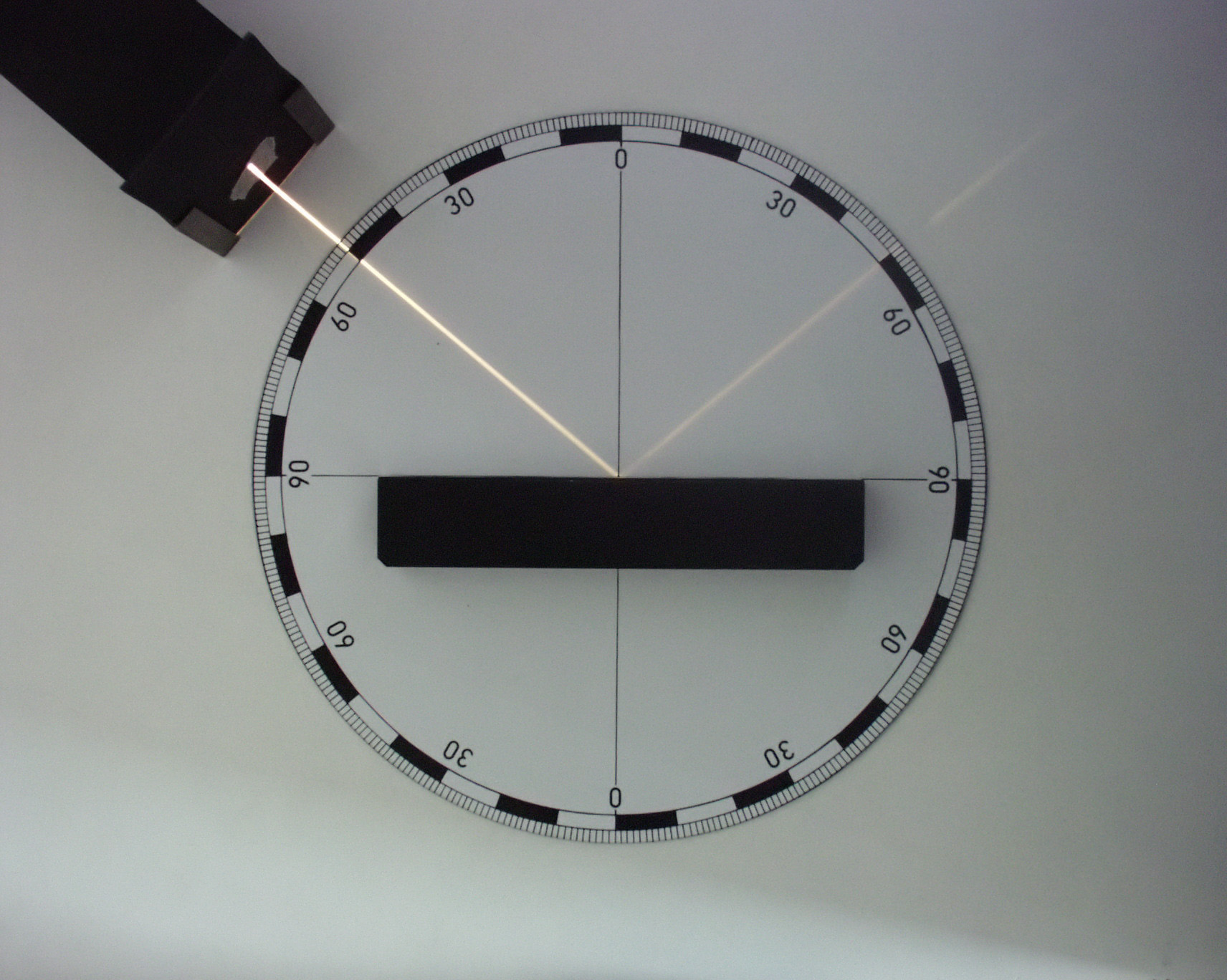
Réflexion spéculaire de la lumière
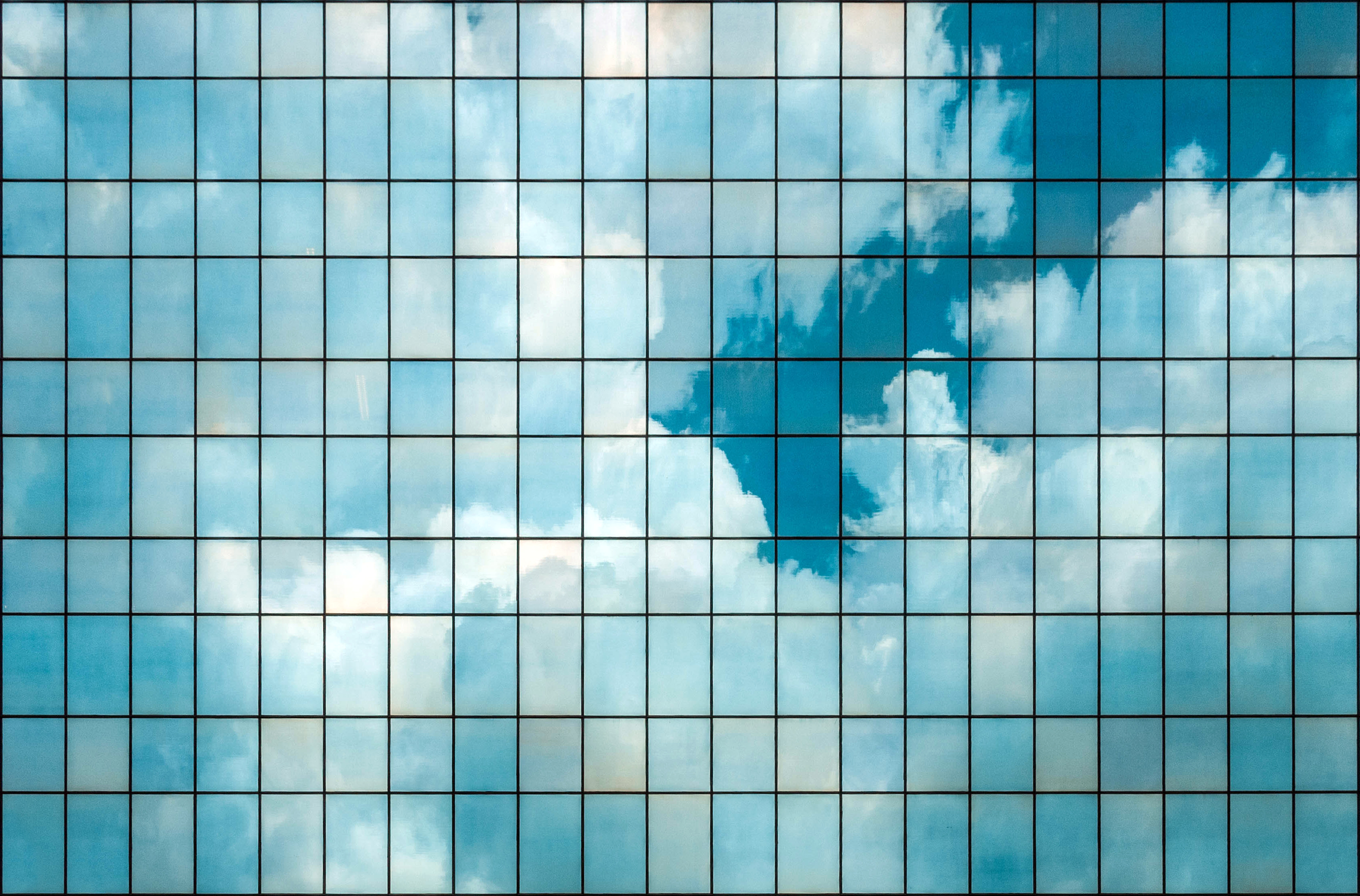
Réflexion sur un immeuble de l'Avenue Paulista, São Paulo.
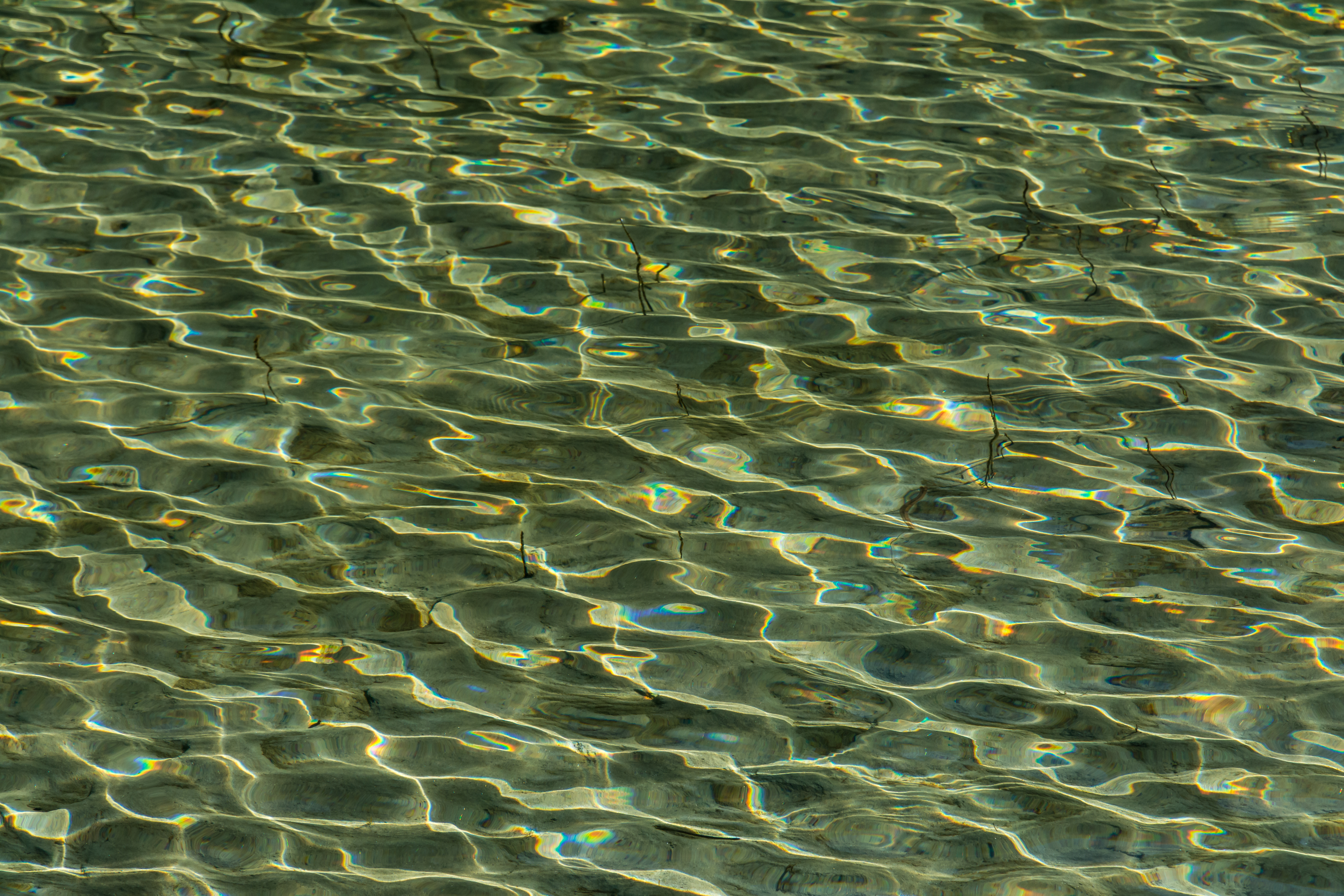
Reflexion à la surface du lac Stappitz dans le Hohe Tauern, Autriche.
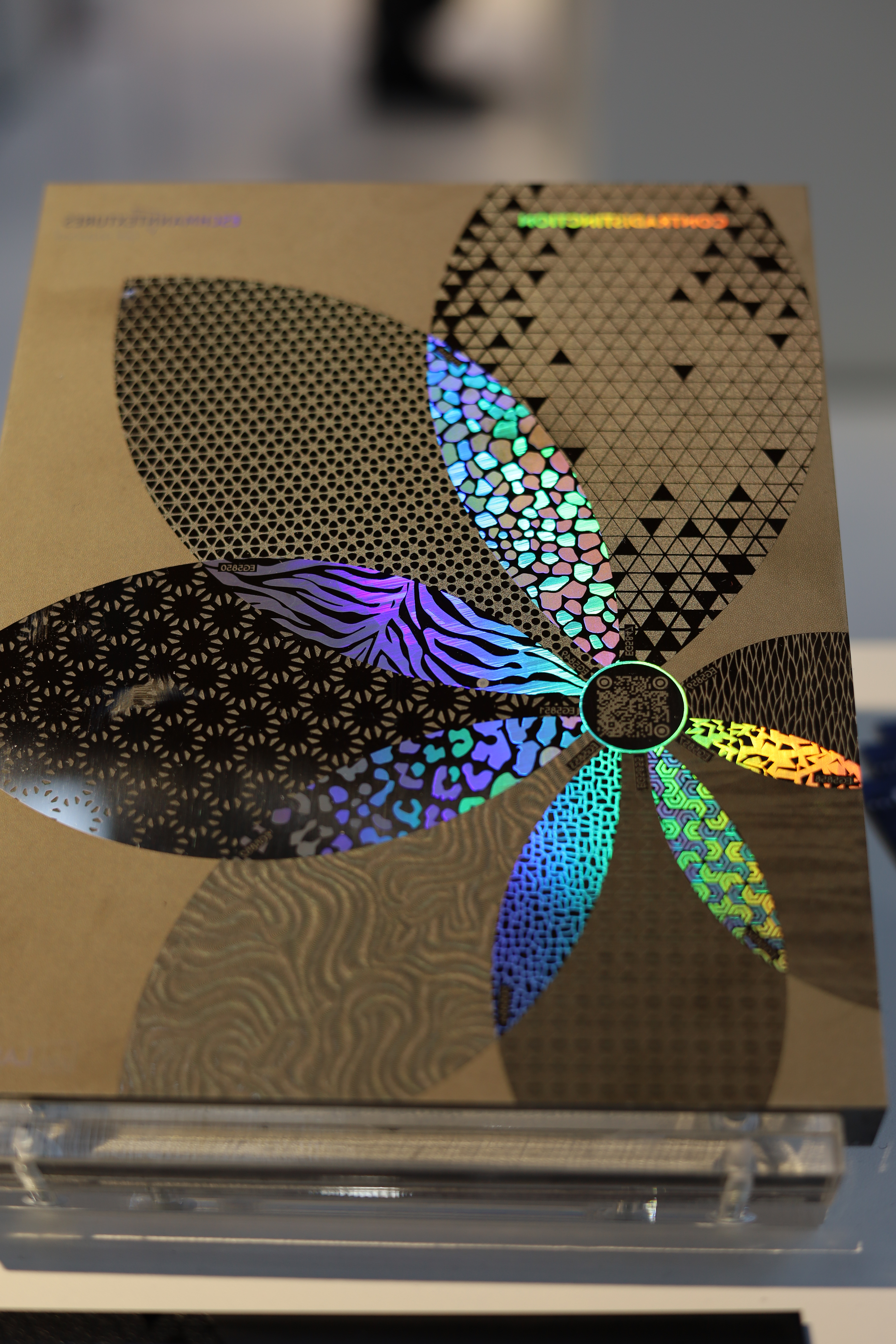
Différentes réflexions selon l'état de surface du plastique (injection plastique)

## Réflexion diffuse

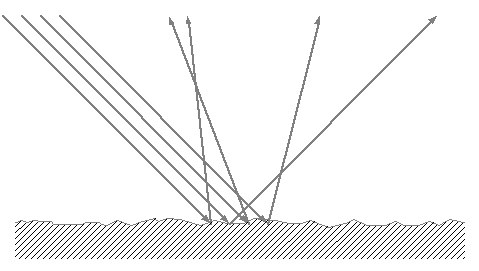
Illustration de la réflexion diffuse sur la surface rugueuse d'un objet parfaitement absorbant.

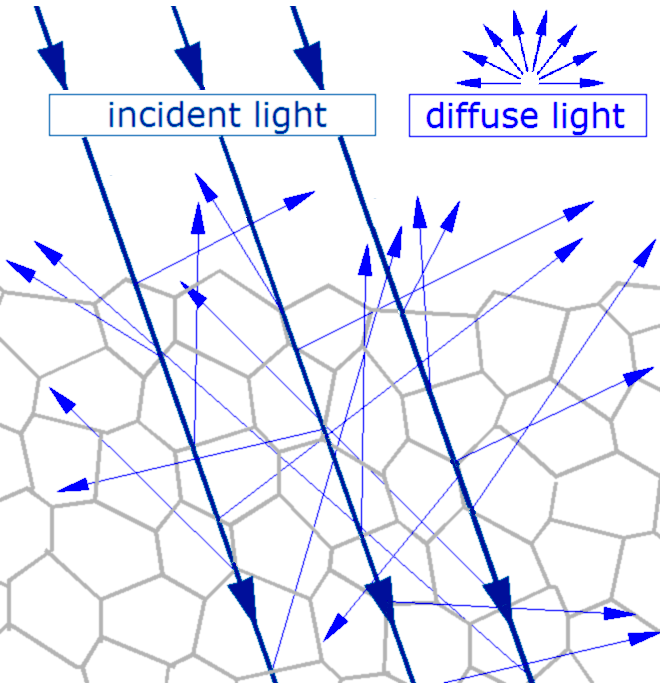
Réflexion diffuse par un matériau polycristallin qui n'est pas parfaitement opaque.

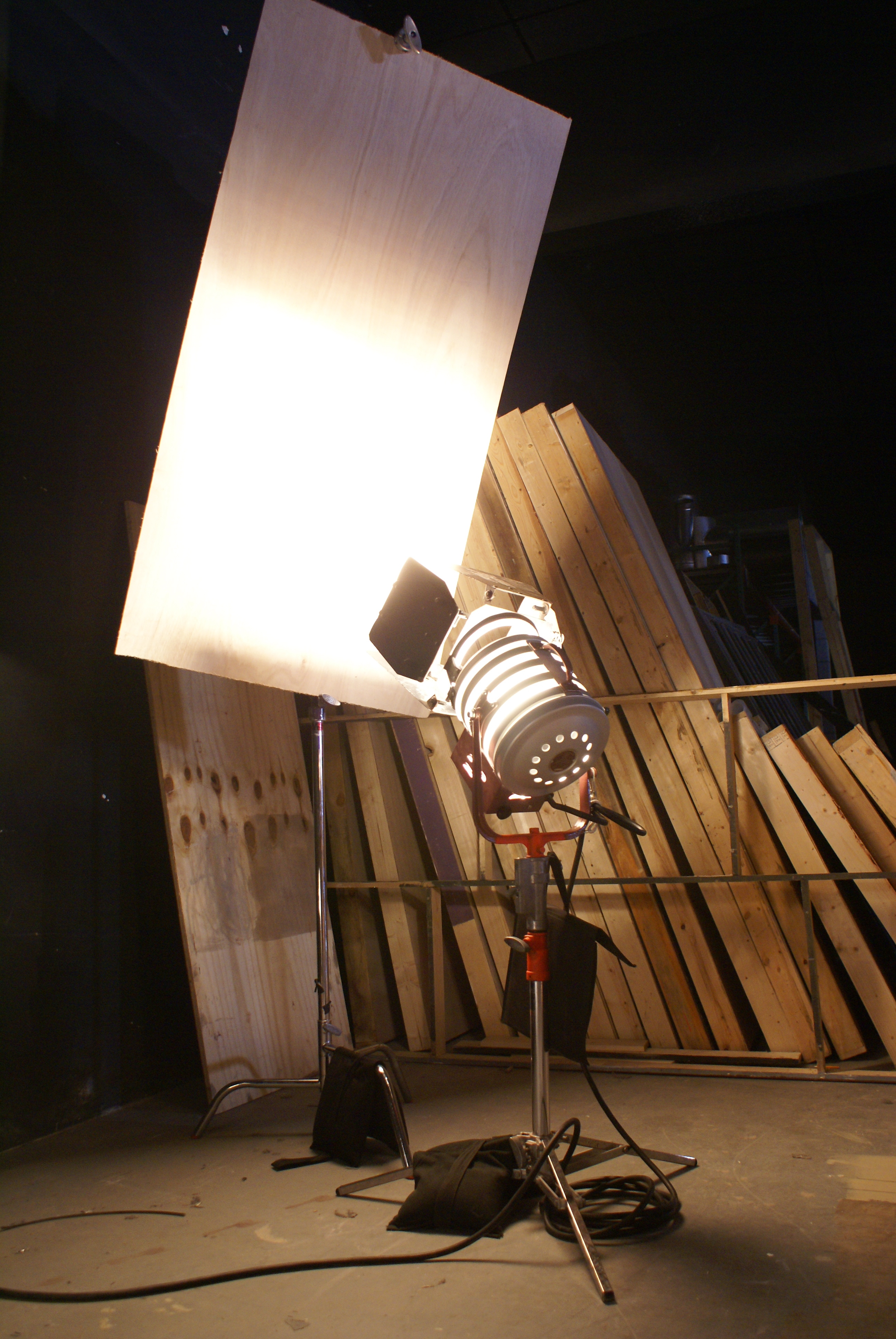
Panneau de bois utilisé comme réflecteur diffus pour avoir une lumière douce.

La réflexion est dite diffuse lorsque la lumière est réfléchie dans un grand nombre de directions et l'énergie du rayon incident est redistribuée dans une multitude de rayons réfléchis. C'est ce phénomène qui permet la vision d'un objet éclairé (la réflexion spéculaire permet de voir une image de la source, mais pas de l'objet réfléchissant lui-même). Cette diffusion explique pourquoi la neige, le lait, le pastis dilué — sa couleur jaune provient d'un colorant, le caramel — et les nuages sont essentiellement blancs : ils réfléchissent la lumière blanche du soleil.
Cette diffusion permet de créer, de la manière la plus simple possible, une source lumineuse orthotrope. C'est le cas d'un simple écran de cinéma, dont la surface est perlée, mais c'est aussi pour cette raison que l'on utilise en général des décors mats et que l'on maquille les acteurs (visages poudrés) pour les filmer.
La réflexion diffuse intervient sur la plupart des matériaux, que la surface soit polie ou non. Prenons l'exemple du marbre blanc ou de la neige ; ce sont des matériaux transparents polycristallins. La lumière est réfléchie sur les interfaces, c'est-à-dire sur les joints de grain, dont l'orientation est distribuée aléatoirement,. La très grande majorité des matériaux crée de la réflexion diffuse plutôt que spéculaire : les minéraux et céramiques sont polycristallins, les liquides contiennent des particules en suspension (turbidité), les plantes et animaux sont constitués de chaînes moléculaires ayant une distribution aléatoire. Les matériaux ne présentant pas (ou peu) de réflexion diffuse intrinsèque sont :
- les monocristaux ;
- les métaux, qui ne laissent pas pénétrer la lumière ;
- les matériaux amorphes : gaz, liquides sans particule, verres, et certains polymères transparents.

Sur de tels matériaux, la réflexion devient diffuse si la surface est rugueuse.
Une surface polie est une condition nécessaire pour avoir de la réflexion spéculaire ; mais la plupart des matériaux réfléchissent de manière diffuse même avec une surface polie.
La réflexion diffuse « idéale » se produit lorsque la luminance est la même dans toutes les directions du demi-espace délimité par la surface. Cette situation, correspondant à un matériau idéalement mat, est appelée « réflexion lambertienne ».
Outre le fait que la réflexion naturelle est principalement diffuse, on peut chercher volontairement à créer de la réflexion diffuse :
- pour la prise d'image :
  - pour avoir une source de lumière « douce », c'est-à-dire créant des ombres progressives plutôt que des contrastes tranchés, on utilise un éclairage indirect : la source de lumière (soleil ou projecteur) est réfléchie de manière diffuse par un écran,
  - comme signalé plus haut, les décors artificiels sont souvent choisis mats, et les acteurs sont maquillés ;
- pour la projection d'images : dans une grande salle, l'image doit être visible par tous les spectateurs et donc sous de nombreux angles de vue ; comme mentionné ci-dessus, l'écran de projection est perlé pour assurer une réflexion diffuse ;
- pour la visibilité :
  - pour renforcer la visibilité : en cas de réflexion spéculaire, la lumière de la source est réfléchie dans une direction donnée, l'objet éclairé n'est donc visible que pour un observateur se trouvant dans cette direction, et donc rarement pour la personne manipulant le projecteur ; un objet provoquant de la réflexion diffuse sera par contre visible sous de nombreux angles ; il ne faut pas confondre ceci avec la notion de catadioptre, qui utilise plusieurs réflexions spéculaires pour renvoyer la lumière vers la source, rendant ainsi l'objet très visible pour l'observateur manipulant le projecteur,
  - pour réduire la visibilité (camouflage) : les objets naturels réfléchissant de manière diffuse, l'objet à camoufler, ou la tenue de la personne à camoufler, doit suivre ce même principe, et l'on s'attache en particulier à éviter les éclats provoqués par les surfaces métalliques et les verres polis (voir l'article FFOMECBLOT).

## Réflexion spéculaire

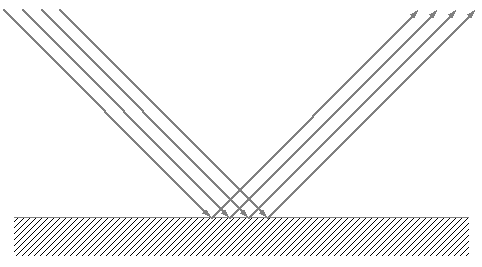
Illustration de la réflexion spéculaire.

La réflexion est dite spéculaire lorsque le rayon incident donne naissance à un rayon réfléchi unique. Idéalement, l'énergie du rayon incident se retrouve totalement dans le rayon réfléchi, en pratique une partie de l'énergie peut être absorbée, diffusée ou réfractée au niveau de l'interface.
Comme énoncé précédemment, ce type de réflexion ne peut donc avoir lieu qu'avec certains matériaux qui garantissent que la lumière est réfléchie uniquement par la surface et ne provient pas de l'intérieur de l'objet :
- les matériaux parfaitement opaques : métaux ;
- les matériaux parfaitement transparents, limpides : verres, plastiques transparents, liquides transparents.

Par ailleurs, la qualité de la réflexion dépend de la qualité de l'interface. Dès que la taille des défauts de l'interface est inférieure ou de l'ordre de grandeur de la longueur d'onde, l'interface tend à devenir parfaitement réfléchissante. C'est pourquoi une surface de métal brut qui diffuse fortement devient parfaitement réfléchissante quand on la polit (on l'abrase jusqu'à ce que la taille des défauts soit comparable à la longueur d'onde de la lumière).
Ce type de réflexion est donc rare dans la nature ; il s'agit essentiellement de réflexion par une eau calme. Par contre, elle est d'un intérêt technologique capital, puisqu'elle est à la base de la notion de miroir, et donc permet l'observation d'un objet hors du champ de vision (rétroviseur, miroir de dentiste, miroir d'inspection), la focalisation (télescope, lanterne de projecteur de cinéma), de collimation (projecteur, phare), la déviation de faisceaux (par exemple dans les interféromètres, pour l'holographie, pour guider les ondes).
Si l'on construit un miroir pour la lumière visible, la taille des défauts ne doit pas excéder quelques centaines de nanomètres, de l'ordre de 0,5 µm, le spectre visible allant de 380 à 720 nm. Pour les ondes radio ou les ondes radar, ces défauts peuvent être de l'ordre de quelques centimètres, au lieu de construire des miroirs dont la surface métallique est uniforme on peut se contenter d'une surface plus grossière de type « grillage ».
Les milieux considérés modélisés par la réflexion spéculaire suivent les lois de la réflexion de Fresnel. Soit une onde se propageant dans un milieu {\displaystyle 1} et atteignant l'interface avec un milieu {\displaystyle 2}. En appelant {\displaystyle r_{TE}} le facteur de réflexion normalisé pour la partie de l'onde polarisée transverse électrique et {\displaystyle r_{TM}} celui de la partie de l'onde polarisée transverse magnétique, on a :
{\displaystyle r_{TE}={\frac {n_{1}\cos(\theta _{1})-n_{2}\cos(\theta _{2})}{n_{1}\cos(\theta _{1})+n_{2}\cos(\theta _{2})}}}
{\displaystyle r_{TM}={\frac {n_{2}\cos(\theta _{1})-n_{1}\cos(\theta _{2})}{n_{2}\cos(\theta _{1})+n_{1}\cos(\theta _{2})}}}
La seconde formule permet notamment de retrouver la valeur de l'angle de Brewster.

## En optique géométrique

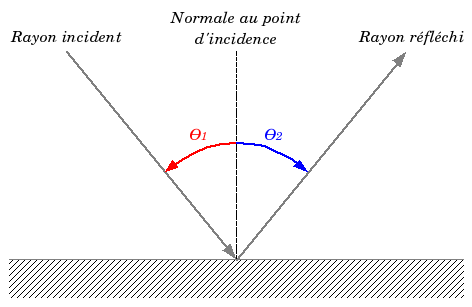
Illustration de la réflexion en optique géométrique

En optique géométrique, on ne considère que la réflexion spéculaire ; elle obéit aux lois de Snell-Descartes. Le rayon lumineux est dit incident avant d'avoir rencontré la surface réfléchissante, il est dit réfléchi après. Le point de rencontre du rayon incident et de la surface réfléchissante est appelé point d'incidence. Le plan contenant le rayon incident et la normale à la surface réfléchissante au point d'incidence est dit plan d'incidence.
On appelle angle d'incidence l'angle orienté i pris entre la normale au point d'incidence et le rayon incident. On appelle angle de réflexion l'angle orienté r pris entre la normale au point d'incidence et le rayon réfléchi.
Moyennant ces définitions, la loi de la réflexion s'énonce ainsi :
- le rayon incident et le rayon réfléchi sont dans le plan d'incidence ;
- i = r.

## En optique physique
En optique physique, chaque point  d'un dioptre est considéré comme une source d'une onde sphérique. C'est l'interférence des ondes des différentes sources qui crée le phénomène de réflexion : les interférences ne sont constructives que dans une direction donnée.

## Guide d'ondes
Une onde dont la fréquence est de l'ordre de quelques mégahertz peut se réfléchir sur une des couches ionisées de la haute  atmosphère.